# Illégitime Défense
Pour plus de détails, voir Fiche technique et Distribution.
Illégitime Défense (Una bella grinta) est un film dramatique italien écrit et réalisé par Giuliano Montaldo et sorti en 1965.

## Synopsis
Assailli aussi bien au travail qu'à la maison par des problèmes tel que son usine va fermer ou que sa femme le trompe, un homme décide de ne pas se laisser faire par le destin.

## Fiche technique
Sauf indication contraire, les informations mentionnées dans cette section peuvent être confirmées par la base de données cinématographiques IMDb,  présente dans la section « Liens externes ».
- Titre original : Una bella grinta
- Titre français : Illégitime Défense[1]
- Réalisation : Giuliano Montaldo
- Scénario : Giuliano Montaldo, Lucio Manlio Battistrada
- Photographie : Erico Menczer
- Montage : Attilio Vincioni
- Musique : Piero Umiliani
- Costumes : Lina Nerli Taviani
- Pays de production : Italie
- Langue originale : italien
- Format : noir et blanc
- Genre : dramatique
- Durée : 96 minutes
- Dates de sortie :
  - Italie : 25 mai 1965 (Turin)
  - France : 2 février 1966[1]

## Distribution
- Renato Salvatori : Ettore Zambrini
- Norma Bengell : Luciana, l'épouse de Ettore
- Nino Segurini : Marco, amant de Luciana (comme Antonio Segurini)
- Marina Malfatti :
- Dino Fontanesi :
- Claudine Auger (non créditée)